# Chrysotaenia monops
Chrysotaenia monops är en fjärilsart som beskrevs av Louis Beethoven Prout 1916. Chrysotaenia monops ingår i släktet Chrysotaenia och familjen mätare. Inga underarter finns listade i Catalogue of Life.